# Eurofighter Typhoon
De Eurofighter Typhoon (Eurofighter EFA 2000) is een gevechtsvliegtuig ontworpen en gebouwd door een Europees consortium bestaande uit de industrieën:
- EuroJet Turbo GmbH
- NATO Eurofighter and Tornado Management Agency
- Alenia Aeronautica (belang: 21%)
- BAE Systems (belang 33%)
- Construcciones Aeronáuticas (CASA) (belang 13%) (opgegaan in Airbus Defence & Space)
- European Aeronautic Defence and Space Company (EADS) (belang: 33%) (opgegaan in Airbus Defence & Space)

## Afnemers
De bedoeling is dat er totaal 630 Typhoons worden gebouwd met een eventuele optie op 90 stuks extra. De toestellen worden geleverd aan het Verenigd Koninkrijk (232 stuks), Duitsland (180), Italië (121), Spanje (87), Oostenrijk (18) Saoedi-Arabië (72), Oman (12) en Koeweit (28); een Griekse order voor 60 stuks ging niet door. Andere landen die interesse hebben getoond voor de Eurofighter Typhoon zijn Denemarken, India, Pakistan, Roemenië, Turkije en Oman.
Ook België en Nederland overwogen in 2001 de aanschaf van de Typhoon als vervanger voor de General Dynamics F-16 maar nam toch deel aan de ontwikkeling van de Amerikaanse Joint Strike Fighter (JSF). De belangrijkste door voorstanders van de JSF genoemde argumenten tegen de Eurofighter zijn dat het concept verouderd zou zijn (het ontwerp stamt uit 1985 ten tijde van de Koude Oorlog met een potentiële dreiging van de USSR vlakbij) en dat het toestel te duur zou zijn in onderhoud vanwege de twee motoren in plaats van een. Bij een hernieuwde kandidatenvergelijking door de Nederlandse overheid in 2008 trokken zowel Eurofighter Typhoon als Dassault Rafale zich terug uit de competitie, omdat ze van mening waren dat de beslissing reeds genomen was.
Ook Noorwegen overwoog de Typhoon aan te schaffen, samen met de Saab Gripen en de JSF als opvolger voor hun F-16, maar koos uiteindelijk toch voor de JSF.
In mei 2007, 22 jaar na het eerste ontwerp, waren er 125 operationele Typhoons in vijf landen. In juli van dat jaar werd de eerste Oostenrijkse Typhoon, de AS001, op Hallbergmoos operationeel. Een jaar later kreeg Saudi-Arabië het eerste toestel geleverd. In november 2011 werd een toestel geleverd aan de Spaanse luchtmacht en dit bracht het totaal aantal leveranties op 300. In december 2012 bestelde Oman 12 toestellen. In 2013 kwam het totaal aantal leveringen uit op 400. In april 2016 ondertekende Koeweit een contract voor 28 Typhoons.
Op 18 september 2018 werd een order van 5 miljard pond sterling voor 24 Typhoons definitief voor de luchtmacht van Qatar. De eerste leveringen vinden plaats in 2022 en de productie zal tot ongeveer 2025 voortgaan. Qatar is hiermee de negende exportklant voor het vliegtuig.
Op 30 september 2019 leverde BAE de laatste van de 160 bestelde Typhoons aan de Royal Air Force. De RAF gebruikt het vliegtuig voor Quick Reaction Alert (QRA) taken en in buitenlandse operaties. De RAF wil de vliegtuigen tot 2040 gebruiken.

## Geschiedenis
De ontwikkeling van het oorspronkelijke Eurofighter 2000-project vond plaats met steun van de regeringen van Duitsland, het Verenigd Koninkrijk, Italië, Frankrijk en Spanje, maar in 1985 trok Frankrijk zich uit het project terug vanwege een dispuut over productieverdeling en operationele eisen. De productie van de Eurofighter-toestellen is namelijk gespreid over verschillende landen, waardoor er tussen de landen economische belangen spelen. Bovendien verkoos Frankrijk in 1985 een vliegtuig voor luchtsteun: aanvallen op gronddoelen die vanaf een vliegdekschip kon opereren, terwijl de Eurofighter een luchtoverwichtstoestel moest worden dat het kon opnemen tegen de enkele jaren voordien geïntroduceerde MiG-29 en SU-27 (Soechoj Soe-27) van de Russische luchtmacht. Frankrijk ontwikkelde daarop de inmiddels operationele Dassault Rafale, die omwille van slinkende militaire budgetten sinds het einde van de Koude Oorlog verder werd ontwikkeld om ook luchtgevechten aan te kunnen.
De eerste vlucht van het eerste prototype van de Eurofighter vond plaats op 27 maart 1994 boven het Duitse Beieren.
In mei 2007 maakte het vijfde testtoestel een eerste vlucht met de nieuwe Captor Active Electronically Scanning Array Radar (CAESAR).

## Galerij

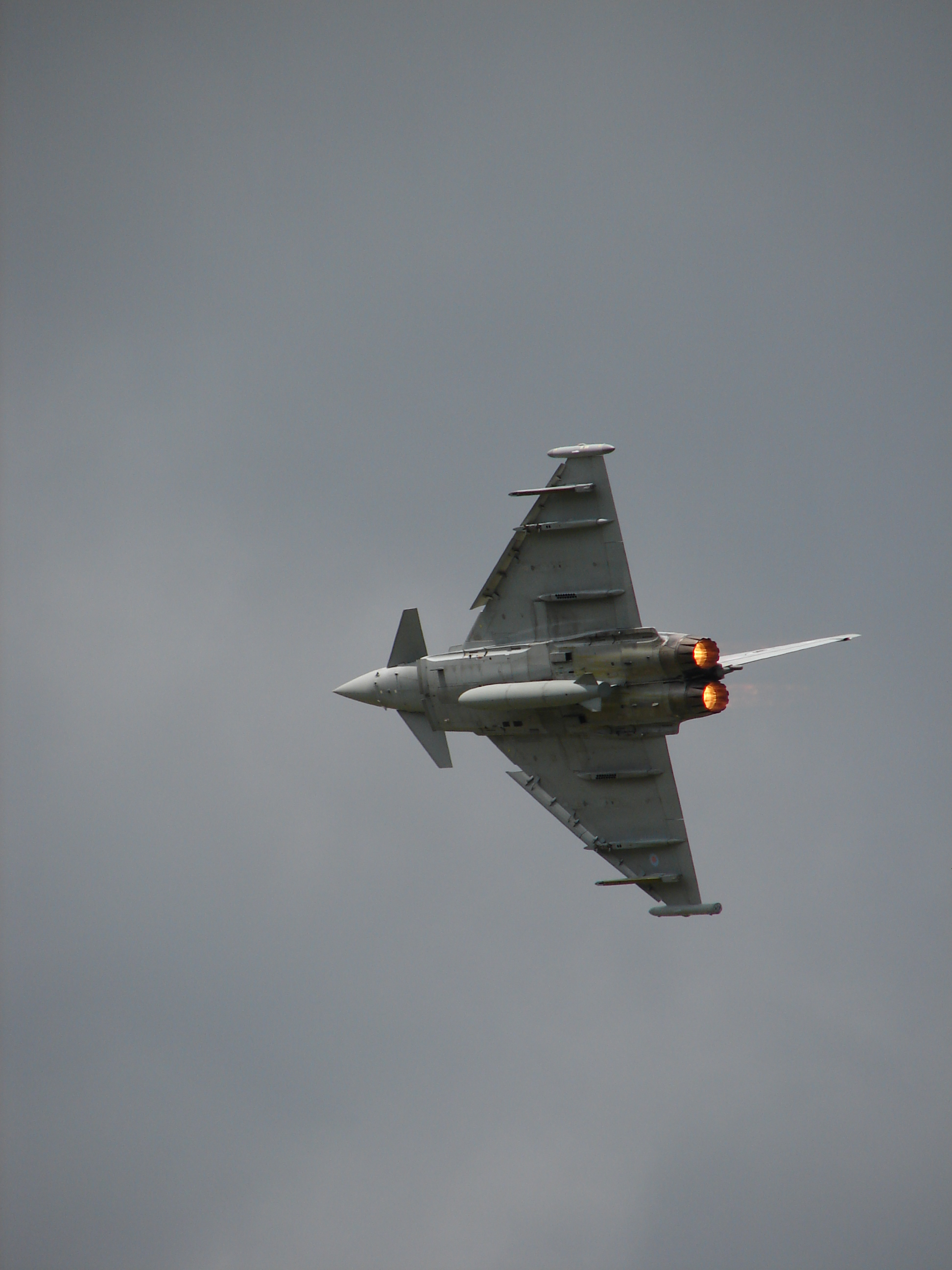
Eurofighter Typhoon tijdens Kemble Air Show, 2009
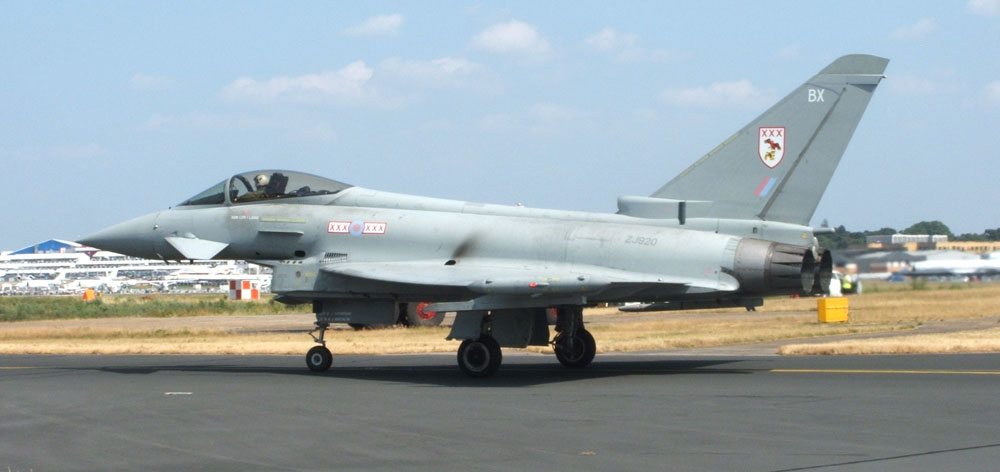
Typhoon 29e Squadron RAF Coningsby
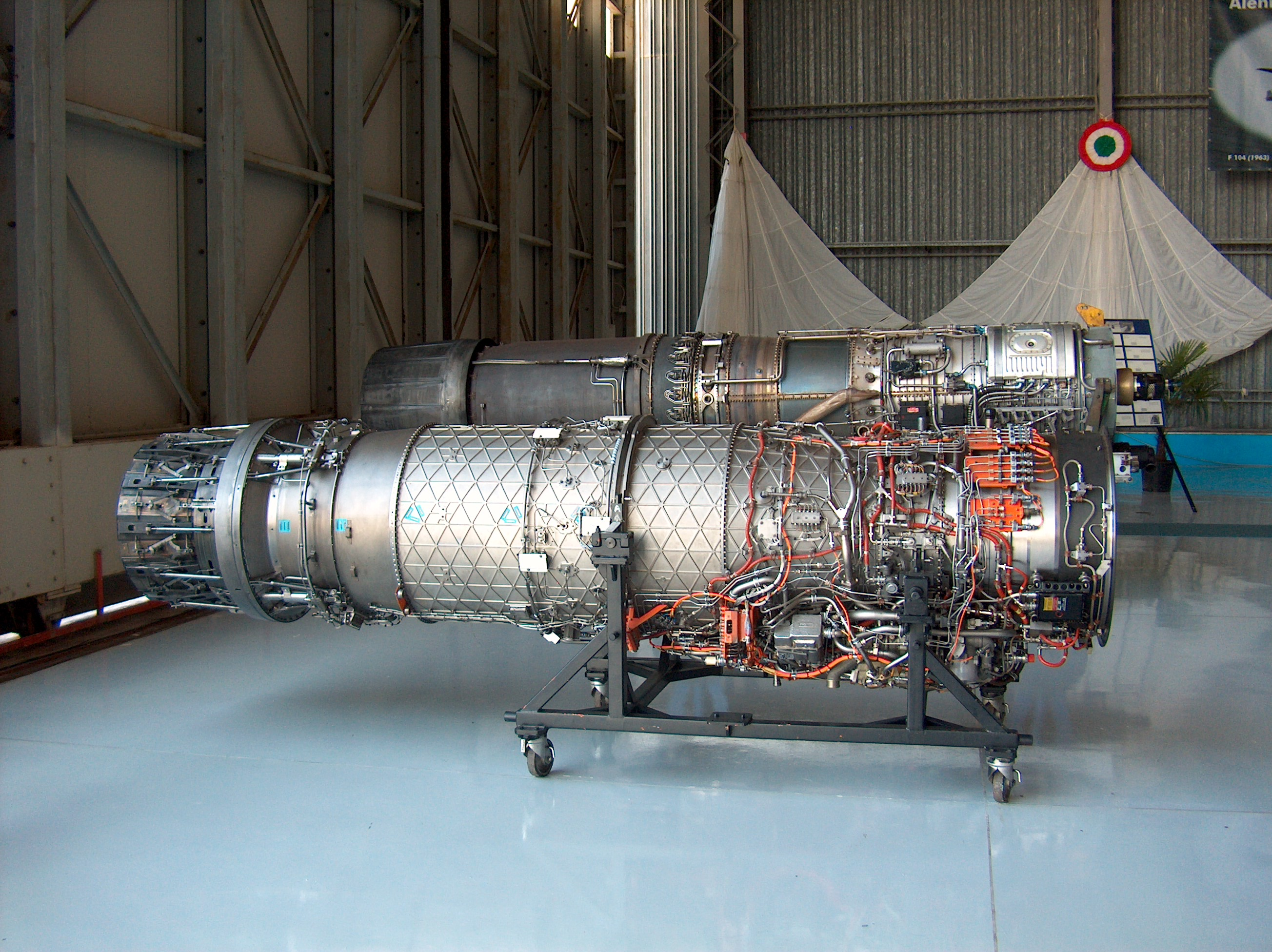
De Eurojet EJ200 EJ200-turbojets
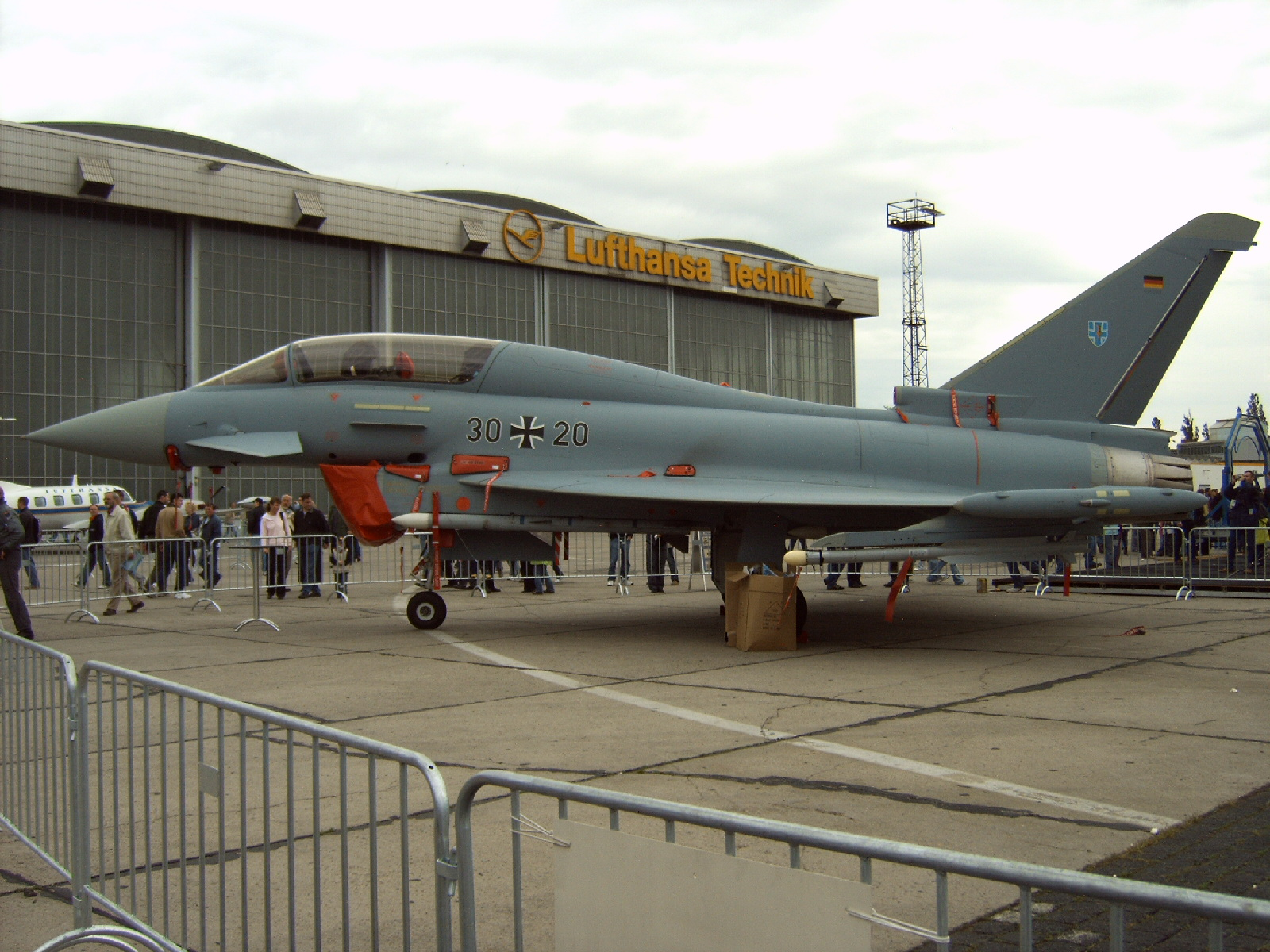
Luftwaffe JG73-trainer